# 10878 Moriyama
10878 Moriyama este un asteroid din centura principală de asteroizi.

## Descriere
10878 Moriyama este un asteroid din centura principală de asteroizi. A fost descoperit pe 3 noiembrie 1996 la Moriyama de Yasukazu Ikari. El prezintă o orbită caracterizată de o semiaxă mare de 2,52 ua, o excentricitate de 0,14 și o înclinație de 4,1° în raport cu ecliptica.